# Elbherzogtümer

Die Herzogtümer Schleswig, Holstein und Lauenburg im 19. Jahrhundert

Elbherzogtümer ist ein vor allem im 19. Jahrhundert gebräuchlicher deutscher Sammelbegriff für die Herzogtümer Schleswig, Holstein und (zeit- und kontextabhängig) Lauenburg. In der Schleswig-Holstein-Frage des 19. Jahrhunderts kann der Begriff einen Versuch darstellen, die historische, kulturelle und staatsrechtliche Verflechtung von Schleswig und Holstein zu betonen und die enge Bindung Schleswigs an Dänemark herunterzuspielen. So gesehen bildet die Elbe den geografischen Gegenpol zur Eider, deren 1000-jährige Funktion als Grenzfluss für die dänischen Nationalliberalen von elementarer Bedeutung war.
Christian Jansen bemängelte den Ausdruck als „bewusste, in der zeitgenössischen [1860er Jahre, Anm.] Literatur allerdings übliche Irreführung, denn nur Holstein berührte im Süden die Elbe.“
Der Historiker und Politiker Theodor Mommsen benutzte den Sammelbegriff, weil er den drei Herzogtümern zusammengenommen entscheidende geostrategische Bedeutung beimaß: Ihre Lage zwischen Nord- und Ostsee mache die Elbherzogtümer für Preußen/Deutschland zum „Schlüssel zum Weltmeer, zur Weltpolitik“. Damit löste er sich von einer historisch-rechtlichen und sprachlich-nationalen Betrachtungsweise und nahm großmachtpolitische Erwägungen vorweg.
Mitunter findet der Ausdruck noch immer Verwendung, insbesondere dort, wo die Herzogtümer im Rückgriff auf den nationalistischen Diskurs des 19. Jahrhunderts als unbezweifelbar deutsche Interessengebiete und Verfügungsmasse auftreten.

## Geschichtlicher Überblick
1440 bildeten Schleswig und Holstein erstmals ein schleswig-holsteinisches Staatswesen, nachdem der dänische König Christoph III. das Schleswiger Lehen der Schauenburger von einem persönlichen in ein erbliches umgewandelt hatte. Die schleswig-holsteinische Ritterschaft setzte sich für den Fortbestand der Verbindung ein und wollte nur einen gemeinsamen Landesherrn akzeptieren. Christian I. von Dänemark setzte seine Ansprüche durch, indem er politische und wirtschaftliche Privilegien gewährte. Durch den Vertrag von Ripen (1460) begann eine über 400-jährige enge staatsrechtliche Verbindung zwischen Schleswig, Holstein und Dänemark. Holstein führte der dänische König als deutsches Lehen (Herzogtum seit 1474), Schleswig analog hierzu als dänisches Lehen. Schleswig war dabei im Gegensatz zu Holstein kein Teil des Heiligen Römischen Reiches, wurde nach seiner Etablierung als Herzogtum um 1200 aber auch nicht mehr unmittelbar als Teil des eigentlichen dänischen Königreiches betrachtet. Dänische Reichsgesetze hatten allerdings noch bis ins 16. Jahrhundert auch Gültigkeit in Schleswig. Sprachlich war Holstein (nieder)deutschsprachig, Schleswig hingegen sowohl von dänischer, deutscher und nordfriesischer Sprache geprägt, wobei sich die dänischen und friesischen Dialekte bis zum Sprachwechsel innerhalb Schleswig noch weiter nach Süden erstreckten.
Das Herzogtum Sachsen-Lauenburg fiel erst 1815 im Rahmen der Regelungen auf dem Wiener Kongress an den dänischen König – nachdem es zunächst von Hannover gegen das preußische Ostfriesland vertauscht wurde, tauschte Preußen das kleine Land am 4. Juni 1815 gegen das gerade dänisch gewordene, zuvor schwedische Neuvorpommern. Der damalige Konglomeratstaat, bestehend aus Dänemark, den Herzogtümern (davon Lauenburg seit 1815), Norwegen (bis 1815) und den skandinavischen Besitzungen im Nordatlanktik, wurde im 18. und 19. Jahrhundert zusammenfassend als Dänischer Gesamtstaat beschrieben.
Mit dem Aufkommen des Nationalismus wurde die Frage, ob Schleswig enger an Dänemark oder enger an das deutsche Holstein gebunden sein solle, zunehmend kontrovers. Im Jahr 1848 kam es mit der Schleswig-Holsteinischen Erhebung (Erster Schleswigscher Krieg) zu einem Konflikt über die nationale Anbindung Schleswigs. Schleswig wurde damals sowohl von deutschen als auch von dänischen Nationalliberalen beansprucht. Nach Ende des Krieges wurde mit dem Londoner Protokoll der Bestand des Dänischen Gesamtstaates durch die europäischen Großmächte festgeschrieben, zugleich aber festgesetzt, dass Schleswig nicht stärker an Dänemark gebunden werden sollte als Holstein. Hieraus entwickelte sich in den folgenden Jahren jedoch ein Verfassungskonflikt, der mit zum Deutsch-Dänischen Krieg 1864 führen sollte. Zunächst setzte der Bundestag in Frankfurt die bisherige Gesamtstaatsverfassung für den Mitgliedsstaat Holstein 1858 außer Kraft. Im November 1863 verabschiedete Dänemark schließlich die Novemberverfassung, die Schleswig verfassungsrechtlich enger an Dänemark band als Holstein. Dies wiederum wurde von deutscher Seite als Verstoß gegen das Londoner Protokoll angesehen und führte Ende 1863 zur Bundesexekution der bundesangehörigen Herzogtümer Holstein und Lauenburg. Am 1. Februar 1864 überschritten schließlich preußische und österreichische Truppen – gegen den Protest des Deutschen Bundes – den Grenzfluss Eider und markierten so den Beginn des Deutsch-Dänischen Krieges. Der Krieg endete letztlich mit der Niederlage Dänemarks. Verhandlungen über eine nationale Teilung Schleswigs scheiterten. Am 30. Oktober 1864 wurde aus den drei Herzogtümern ein preußisch-österreichisches Kondominium gebildet. Der Vertrag von Gastein (14. August 1865) verteilte die Zuständigkeiten neu: Preußen übte die gemeinschaftlichen Rechte in Schleswig aus, Österreich in Holstein; Lauenburg kam als formal selbständiges Land in Personalunion an Preußen.
Mit dem Sieg Preußens über Österreich 1866 gingen sämtliche Rechte allein an Preußen über (Prager Frieden vom 23. August). Die Erbansprüche des Hauses Schleswig-Holstein-Sonderburg-Augustenburg wurden mit einer finanziellen Entschädigung abgegolten. Die Existenz der Herzogtümer Schleswig und Holstein endete am 12. Januar 1867, als sie als Provinz Schleswig-Holstein in Preußen aufgingen. Lauenburg verlor seinen formalen Status als Herzogtum 1876 mit der Eingliederung in die Provinz Schleswig-Holstein.